# Дългокрак паяк
Дългокраките паяци (Pholcus phalangioides) са вид паякообразни от семейство Pholcidae.
Таксонът е описан за пръв път от Йохан Каспар Фюсли през 1775 година.